# Élections législatives norvégiennes de 1936

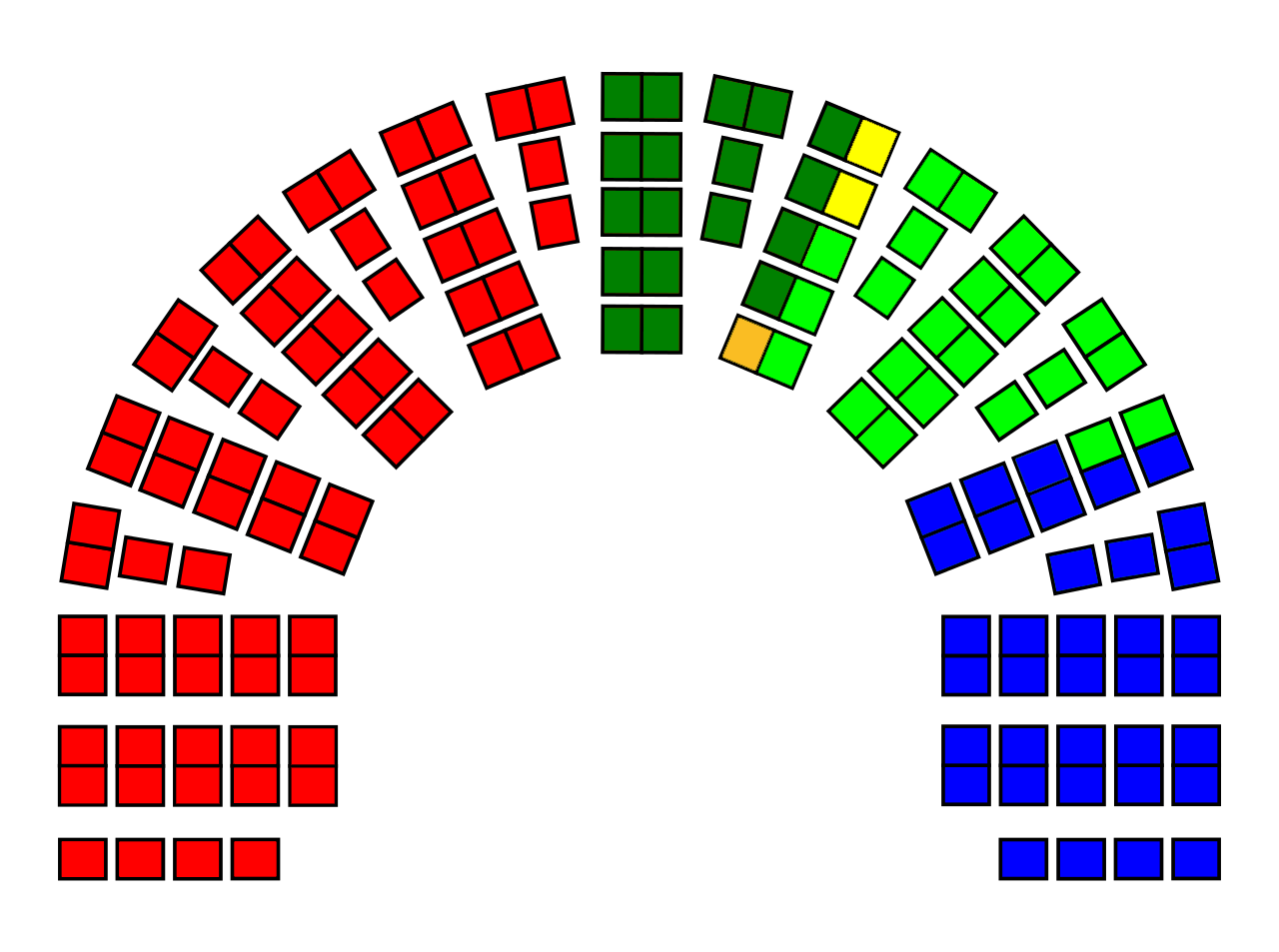
Répartition des sièges après l'élection législatives norvégiennes du 19 octobre 1936.

Les élections législatives norvégiennes de 1936 se sont déroulées le 19 octobre 1936. Le Parti travailliste reste de loin le mieux représenté au Storting, et le gouvernement Nygaardsvold est reconduit dans ses fonctions.

## Résultats
| Inscrits                                       | Inscrits                 | Inscrits                 | 1 741 905 |             |                       |                       |
| Abstentions                                    | Abstentions              | Abstentions              | 278 437   | 15,98 %     |                       |                       |
| Votants                                        | Votants                  | Votants                  | 1 463 468 | 84,02 %     |                       |                       |
|                                                |                          |                          |           |             |                       |                       |
| Bulletins enregistrés                          | Bulletins enregistrés    | Bulletins enregistrés    | 1 463 468 |             |                       |                       |
| Bulletins blancs ou nuls                       | Bulletins blancs ou nuls | Bulletins blancs ou nuls | 8 230     | 0,56 %      |                       |                       |
| Suffrages exprimés                             | Suffrages exprimés       | Suffrages exprimés       | 1 455 238 | 99,44 %     | 150 sièges à pourvoir | 150 sièges à pourvoir |
|                                                |                          |                          |           |             |                       |                       |
| Liste                                          | Tête de liste            |                          | Suffrages | Pourcentage | Sièges acquis         | Var.                  |
| Parti travailliste                             | Néant                    |                          | 618 616   | 42,51 %     | 70 / 150              | +1                    |
| Parti conservateur et gauche libérale          | Néant                    |                          | 310 324   | 21,32 %     | 36 / 150              | +6                    |
| Parti libéral                                  | Néant                    |                          | 232 784   | 16 %        | 23 / 150              | –1                    |
| Parti des paysans                              | Néant                    |                          | 168 038   | 11,55 %     | 18 / 150              | –5                    |
| Parti de la Société                            | Néant                    |                          | 45 109    | 3,1 %       | 1 / 150               | —                     |
| Nasjonal Samling                               | Néant                    |                          | 26 577    | 1,83 %      | 0 / 150               | 0                     |
| Parti populaire chrétien                       | Néant                    |                          | 19 612    | 1,35 %      | 2 / 150               | +1                    |
| Parti de la gauche libérale–Ligue de la Patrie | Néant                    |                          | 19 236    | 1,32 %      | 0 / 150               | –1                    |
| Parti populaire radical                        | Néant                    |                          | 6 407     | 0,44 %      | 0 / 150               | –1                    |
| Parti communiste                               | Néant                    |                          | 4 376     | 0,3 %       | 0 / 150               | 0                     |
| Autres listes                                  | Néant                    |                          | 4 159     | 0,29 %      | 0 / 150               |                       |